# Magoffin County
Magoffin County ist ein County im Bundesstaat Kentucky der Vereinigten Staaten. Das U.S. Census Bureau hat bei der Volkszählung 2020 eine Einwohnerzahl von 11.637 ermittelt.
Der Verwaltungssitz (County Seat) ist Salyersville, das nach Samuel Salyer benannt wurde, einem Mitglied der gesetzgebenden Versammlung.

## Geographie
Das County liegt im Osten von Kentucky, ist im Südosten etwa 60 km von Virginia, im Nordosten etwa 70 km von West Virginia entfernt und hat eine Fläche von 801 Quadratkilometern ohne nennenswerte Wasserfläche. Es grenzt im Uhrzeigersinn an folgende Countys: Morgan County, Johnson County, Floyd County, Knott County, Breathitt County und Wolfe County.

## Geschichte
Magoffin County wurde am 22. Februar 1860 aus Teilen des Floyd County, Johnson County und Morgan County gebildet. Benannt wurde es nach dem Gouverneur Beriah Magoffin.
Zwei Bauwerke des Countys sind im National Register of Historic Places eingetragen (Stand 12. Oktober 2017).

## Demografische Daten
Nach der Volkszählung im Jahr 2000 lebten im Magoffin County 13.332 Menschen. Davon wohnten 175 Personen in Sammelunterkünften, die anderen Einwohner lebten in 5.024 Haushalten und 3.858 Familien. Die Bevölkerungsdichte betrug 17 Einwohner pro Quadratkilometer. Ethnisch betrachtet setzte sich die Bevölkerung zusammen aus 99,29 Prozent Weißen, 0,15 Prozent Afroamerikanern, 0,20 Prozent amerikanischen Ureinwohnern, 0,08 Prozent Asiaten und 0,02 Prozent aus anderen ethnischen Gruppen; 0,27 Prozent stammten von zwei oder mehr Ethnien ab. 0,42 Prozent der Bevölkerung waren spanischer oder lateinamerikanischer Abstammung.
Von den 5.024 Haushalten hatten 37,5 Prozent Kinder und Jugendliche unter 18 Jahre, die bei ihnen lebten. 61,9 Prozent waren verheiratete, zusammenlebende Paare, 11,2 Prozent waren allein erziehende Mütter, 23,2 Prozent waren keine Familien, 21,4 Prozent waren Singlehaushalte und in 8,2 Prozent lebten Menschen im Alter von 65 Jahren oder darüber. Die Durchschnittshaushaltsgröße betrug 2,62 und die durchschnittliche Familiengröße lag bei 3,04 Personen.
Auf das gesamte County bezogen setzte sich die Bevölkerung zusammen aus 26,8 Prozent Einwohnern unter 18 Jahren, 10,1 Prozent zwischen 18 und 24 Jahren, 30,2 Prozent zwischen 25 und 44 Jahren, 22,4 Prozent zwischen 45 und 64 Jahren und 10,6 Prozent waren 65 Jahre alt oder darüber. Das Durchschnittsalter betrug 34 Jahre. Auf 100 weibliche Personen kamen 97,2 männliche Personen. Auf 100 Frauen im Alter von 18 Jahren alt oder darüber kamen statistisch 94,4 Männer.
Das jährliche Durchschnittseinkommen eines Haushalts betrug 19.421 US-Dollar, das Durchschnittseinkommen der Familien betrug 24.031 USD. Männer hatten ein Durchschnittseinkommen von 27.745 USD, Frauen 18.354 USD. Das Prokopfeinkommen betrug 10.685 USD. 31,2 Prozent der Familien und 36,6 Prozent der Bevölkerung lebten unterhalb der Armutsgrenze. Davon waren 45,9 Prozent Kinder oder Jugendliche unter 18 Jahre und 29,1 Prozent waren Menschen über 65 Jahre.

## Orte im County
- Arthurmabel
- Bethanna
- Bloomington
- Bradley
- Burning Fork
- Carver
- Cisco
- Conley
- Cutuno
- Cyrus
- Dale
- Duco
- Edna
- Elsie
- Epson
- Ever
- Falcon
- Flat Fork
- Foraker
- Fredville
- Fritz
- Galdia
- Gapville
- Gifford
- Grayfox
- Gullett
- Gunlock
- Gypsy
- Hager
- Harper
- Hendricks
- Ivyton
- Kernie
- Lacey
- Lakeville
- Leatha
- Lickburg
- Logville
- Lykins
- Maggard
- Marshallville
- Mashfork
- Mason
- Minefork
- Netty
- Ova
- Plutarch
- Royalton
- Salyersville
- Seitz
- Stella
- Stringtown
- Sublett
- Swampton
- Tiptop
- Waldo
- Wheelersburg
- Wonnie